# Humor Power Ambulante
Il Humor Power Ambulante, anche chiamato semplicemente Ambulanti, è stato un collettivo d'arte contemporanea italiano nato a Napoli tra la fine del 1974 e gli inizi del 1975. Le loro opere erano spesso di carattere sperimentale ed avanguardista, spesso in sintonia con l'arte povera di quel periodo e con un forte utilizzo della performance art.

## Storia
Gli Ambulanti si formarono tra la fine del 1974 e gli inizi del 1975 da un gruppo di studenti dell'Accademia di belle arti di Napoli che seguivano i corsi di Armando De Stefano e del suo assistente Crescenzo del Vecchio. Nato da un comune intento politico-sociale, il loro operato era caratterizzato da un immaginario fortemente poetico che si avvaleva dell’incontro spontaneo e spesso estemporaneo tra i diversi linguaggi dell’arte. Le loro azioni prevedevano l'incontro con lo spazio urbano e con chi lo attraversa, sostenendo l'urgenza di uscire dagli spazi preposti all'arte come gallerie e musei interagendo con i passanti tramite "azioni ed oggetti effimeri". La loro presenza scenica era di tipo immersivo e radicale, alla ricerca di un nuovo dialogo col pubblico che prevedesse "la liberazione di una vena fantastica, fiabesca, visionaria, che attinge chiaramente all'immaginario di una tradizione popolare in bilico tra sacro e profano".
Il collettivo era composto dagli artisti: Annamaria Iodice (Napoli, 1949), Silvio Merlino (Napoli, 1952), Claudio Massini (Napoli 1955), Ernesto Jannini (Napoli, 1950), Roberto Vidali (Capo d'Istria 1953), Marta Alleonato (Napoli, 1949), Giuseppe Zevola  (Napoli, 1952) e Carlo Fontana  (Napoli, 1951).
La prima mostra a carattere nazionale, decisiva per la coesione identitaria del gruppo, fu La Nuova Generazione (1975), quarta mostra della X Quadriennale di Roma, alla quale parteciparono col nome di “Humor Power”. In seguito Enrico Crispolti, curatore nel 1976 della 33ª Biennale Internazionale d'Arte di Venezia invitò il collettivo al Padiglione Italia per la sezione ‘Ambiente come sociale.
Il loro operato ha collaborato alla storicizzazione di un concerto di voci artistiche avanguardistiche nel sud d’Italia negli anni ‘70, di cui diversi libri d’arte narrano il percorso evolutivo e le forme assunte.

## Membri
- Annamaria Iodice (Napoli, 1949)
- Silvio Merlino (Napoli, 1952)
- Claudio Massini (Napoli 1955)
- Ernesto Jannini (Napoli, 1950)
- Roberto Vidali (Capo d'Istria 1953)
- Marta Alleonato (Napoli, 1949)
- Giuseppe Zevola  (Napoli, 1952)
- Carlo Fontana  (Napoli, 1951)